# Osowiec-Twierdza
Osowiec-Twierdza is een dorp in de Poolse woiwodschap Podlachië. De plaats maakt deel uit van de gemeente Goniądz en telt 630 inwoners.

## Geschiedenis
Bij het Fort Osowiec vond tijdens de Eerste Wereldoorlog op 6 augustus 1915 de Aanval van de dode mannen plaats, nadat Russische soldaten, die bestookt waren met gifgas door de Duitsers en al stervende een tegenaanval pleegden, waarna de Duitsers in paniek op de vlucht sloegen toen ze de door het gifgas aangetaste, op zombies lijkende, Russen zagen.

## Verkeer en vervoer
- Station Osowiec